# Kościół Świętego Krzyża w Vinci
Kościół Świętego Krzyża w Vinci – średniowieczny kościół znajdujący się we włoskim miasteczku Vinci w prowincji Florencja. 
Pierwsze zapiski na temat Kościoła Świętego Krzyża w Vinci pochodzą z XII wieku z 1132 roku. W świątyni znajdują się liczne dzieła renesansowych i późniejszych artystów min. Francesco Brina (1540?-1586), Nativitŕ della Vergine, Gaetano Piattoli (1703–1774), Miracolo di San Biagio, Pier Dandini (1646–1712), Adorazione dei Magi.
W 1452 w kościele Świętego Krzyża w Vinci został ochrzczony Leonardo da Vinci.